# Haven Gillespie
James Lamont Gillespie, detto Haven (Covington, 6 febbraio 1888 – Covington, 14 marzo 1975), è stato un musicista statunitense.

## Biografia
Uno dei nove figli di William e Anna Gillespie, addetto alle musiche in numerosi film, fra le sue composizioni Kiss, la canzone cantata nel 1953 nel film Niagara da Marilyn Monroe, creata insieme a Lionel Newman.
Fra le sue più celebri creazioni Santa Claus Is Coming to Town, selezionata nella colonna sonora de Il padrino  (1972).
Scrisse canzoni anche per Dean Martin, Frank Sinatra, Sarah Vaughn, Margaret Whiting e altri. Morì all'età di 87 anni.

## Filmografia parziale

### Musiche
- The Jazzmania Quintette  (1928)
- Baby Rose Marie the Child Wonder   (1929)
- Radio Rhythm (1929)
- Sing a Jingle (1944)
- The Zoot Cat (1944)
- Al chiaro di luna  (1944)
- Vertigine (Laura) di Otto Preminger (1944)
- Sua altezza e il cameriere   (1945)
- Champagne Music   (1946)
- I corsari della strada  (1949)
- La donna del gangster  (1951)
- Niagara  (1953)
- 12 metri d'amore  (1953)
- Gente di notte   (1954)
- Tempo di furore  (1955)
- Quando l'amore è romanzo  (1957)
- Il grande rischio  (1958)

## Riconoscimenti
- Songwriters Hall of Fame